# Рикберт (король Восточной Англии)
Рикберт (др.-англ. Ricbyhrt) — возможно недолго был королём Восточной Англии, небольшого и независимого англосаксонского королевства, которое сегодня включает английские графства Норфолк и Суффолк. Мало что известно о его жизни или его правлении.
Согласно Церковной истории народа англов Беды, Рикберт убил Эорпвальда примерно в 627 году, вскоре после того, как Эорпвальд унаследовал трон у своего отца Редвальда и был крещен как христианин. После смерти Эорпвальда Рикберт, возможно, стал королем, о чем не упоминает Беда или какой-либо другой средневековый писатель. Затем Восточная Англия на три года вернулась к язычеству, прежде чем Сигеберт и Эгрик совместно стали королями Восточной Англии и положили конец короткому периоду вероотступничества королевства.

## Предыстория

Северная и восточная Англия в VII веке

Самые ранние короли Восточной Англии были язычниками. Они принадлежали к династии Вуффингов, названной в честь Вуффы, чьи предки происходили из Скандинавии и чьи потомки правили Восточными Англами почти непрерывно вплоть до правления Эльфвальда в середине VIII века.
Когда Беда впервые упомянул Восточную Англию в своей Церковной истории народа англов, она была могущественным королевством, которым правил Редвальд. Согласно Беде, Редвальд был признан негласным правителем южных англосаксонских королевств, выразил свою лояльность и поддержку Эдвину Нортумбрийскому (который в то время был беглецом при дворе Восточной Англии), и вместе они победили Этельфрита Нортумбрийского на берегах реки Айдл, притока Трента. Редвальд был обращён в христианство в Кенте по приглашению короля Этельберта I, но под влиянием своей жены-язычницы в его церкви был как христианский, так и языческий алтарь. После его смерти примерно в 624 году, его сын Эорпвальд стал королём и был обращен в христианскую веру. Согласно историку Хайаму, Эдвин Нортумбрийский и Паулин Йоркский, епископ Эдвина, смогли убедить Эорпвальда принять "чужой культ", власть которого находилась за пределами Восточной Англии. Эорпвальд, возможно, был поддержан Эдвином при его крещении, что привело бы к тому, что Эдвин был признан лордом Эорпвальда. Восточные англы, возможно, также были крещены, что подорвало бы авторитет Эорпвальда как короля и выступило бы против авторитета любых давно устоявшихся языческих культов.

## Убийство Эорпвальда

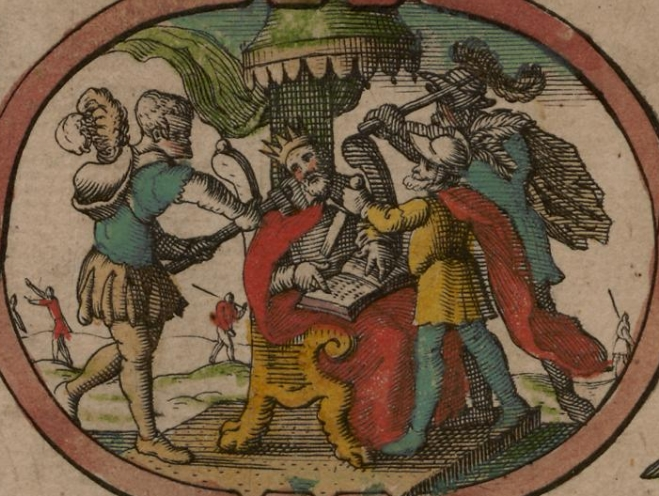
Смерть Эорпвальда, автор Джон Спид

Вскоре после своего обращения Эорпвальд был убит Рикбертом, возможно, в результате реакции на обращение в христианство Восточной Англии. Ничего о родословной или происхождении Рикберта неизвестно, хотя его имя можно истолковать как намёк на то, что он был членом элиты Восточной Англии и, возможно, состоял в родстве с Эорпвальдом. Единственный источник рассказывающий о Рикберте есть Церковной истории народа англов Беды, она утверждает, что Эорпвальд, вскоре после того, как он принял христианскую веру, был убит неким Рикбертом, язычником (Uerum Eorpuald non multo, postquam fidem accept, tempore occisus est a uiro gentili nomine Ricbercto). Неизвестно, где произошло убийство Эорпвальда, равно как и какие-либо другие подробности, связанные с его смертью.

## Правление
Историки обычно утверждают, что Рикберт, если он вообще стал королём, сменил Эорпвальда и правил в течение трех лет. Беда больше не упоминает его, лишь отмечая, что провинция находилась в заблуждении в течение трех лет (et exinde tribus annis prouincia in errore uersata est), до восшествия на престол сводного брата (или двоюродного брата) Эорпвальда Сигеберхта и его родственника Эгрика.
Ученые не смогли с какой-либо вероятностью определить даты правления нескольких королей этого периода, в том числе Рикберта. Хайэм предполагает, что способность Рикберта править в течение трех лет, в то время, когда Эдвин был сюзереном среди англосаксов, подразумевает, что восточные англы поддержали Рикберта в свержении Эорпвальда, которого они считали чрезмерно уступчивым по отношению к королю Нортумбрии.
Майкл Вуд и другие историки предположили, что Рикберт, возможно, был похоронен в корабельном захоронении Саттон-Ху рядом с центром власти Вуффингов, но большинство экспертов считают Редвальда более вероятным кандидатом. Мартин Карвер использовал свидетельства того, что он называет языческими практиками в Саттон-Ху, чтобы выдвинуть теорию о том, что захоронение на корабле представляет собой один из примеров языческого неповиновения, спровоцированного предполагаемой угрозой со стороны хищнической христианской миссии.

## Наследники
Примерно в 630 году христианство было окончательно восстановлено в Восточной Англии, когда Сигеберхт и Эгрик стали править совместно. Эгрик, который возможно был совместным королём до отречения Сигеберхта примерно в 634 году, скорей всего оставался язычником. Нет никаких свидетельств того, что Эгрик принял или пропагандировал христианство: Беда не написал ничего, что указывало бы на то, что он был христианином, в отличие от его восхваления набожного Сигеберхта, первого английского короля, получившего христианское крещение и образование до своего правления.